# Passalora assamensis
Passalora assamensis är en svampart som först beskrevs av S. Chowdhury, och fick sitt nu gällande namn av U. Braun & Crous 2003. Passalora assamensis ingår i släktet Passalora och familjen Mycosphaerellaceae.   Inga underarter finns listade i Catalogue of Life.